# Filosofía alemana

Arthur Schopenhauer, un filósofo alemán.

La filosofía alemana, aquí entendida como (1) la filosofía en el idioma alemán o (2) la filosofía de los alemanes, ha sido extremadamente diversa y central para las tradiciones analítica y continental en la filosofía durante siglos, desde Gottfried Wilhelm Leibniz hasta Immanuel Kant, Georg Wilhelm Friedrich Hegel, Arthur Schopenhauer, Karl Marx, Friedrich Nietzsche, Martin Heidegger y Ludwig Wittgenstein a los filósofos contemporáneos. Søren Kierkegaard (un filósofo danés) se incluye con frecuencia en estudios de filosofía alemana (o germánica) debido a su amplio compromiso con los pensadores alemanes.

## SigloXVII

### Leibniz
Gottfried Wilhelm Leibniz (1646-1716) fue un filósofo y matemático que escribió principalmente en latín y francés. Leibniz, junto con René Descartes y Baruch Spinoza, fue uno de los tres grandes defensores del racionalismo del siglo XVII. El trabajo de Leibniz también anticipó la lógica moderna y la filosofía analítica, pero su filosofía también mira hacia atrás a la tradición escolástica, en la que las conclusiones se producen aplicando la razón a los primeros principios o definiciones a priori más que a la evidencia empírica.
Leibniz se destaca por su optimismo: su Théodicée intenta justificar las aparentes imperfecciones del mundo afirmando que es óptimo entre todos los mundos posibles. Debe ser el mundo mejor posible y más equilibrado, porque fue creado por un Dios todopoderoso y omnisciente, que no elegiría crear un mundo imperfecto si pudiera conocer un mundo mejor o si fuera posible que existiera. En efecto, los defectos aparentes que se pueden identificar en este mundo deben existir en todos los mundos posibles, porque de lo contrario Dios habría elegido crear el mundo que excluye esos defectos.
Leibniz también es conocido por su teoría de las mónadas, como se expone en Monadologie. Las mónadas son para el reino metafísico lo que los átomos son para el físico/fenoménico. También se pueden comparar con los corpúsculos de la Filosofía Mecánica de René Descartes y otros. Las mónadas son los elementos últimos del universo. Las mónadas son "formas sustanciales de ser"con las siguientes propiedades: son eternas, indescomponibles, individuales, sujetas a sus propias leyes, no interactúan y cada una refleja el universo entero en una armonía preestablecida (un ejemplo históricamente importante de panpsiquismo). Las mónadas son centros de fuerza; la sustancia es fuerza, mientras que el espacio, la materia y el movimiento son simplemente fenomenales.

## SigloXVIII

### Wolff

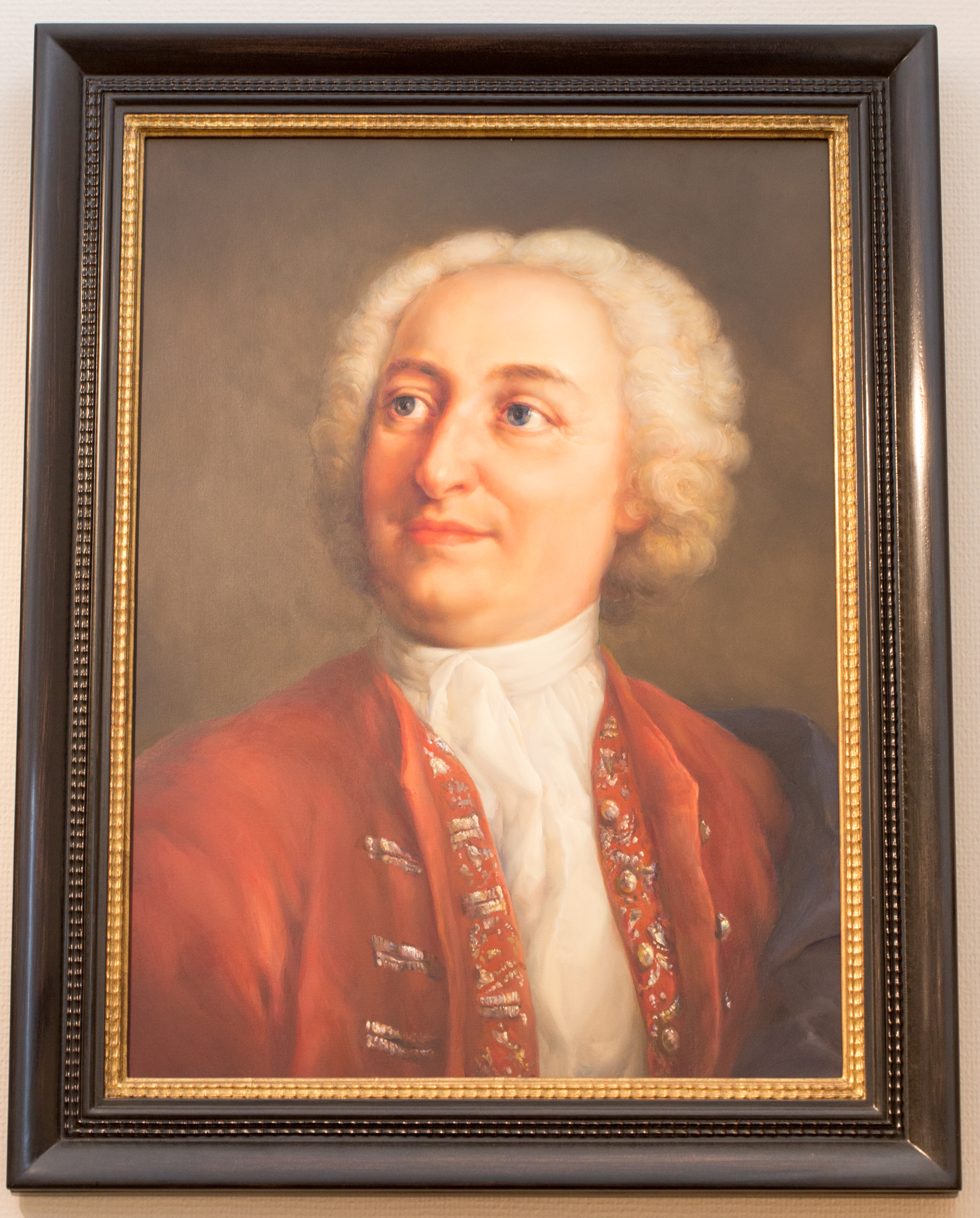
Christian Wolff (1679-1754)

Christian Wolff (1679-1754) fue el filósofo alemán más eminente entre Leibniz y Kant. Su principal logro fue una obra completa sobre casi todos los temas académicos de su tiempo, mostrada y desarrollada de acuerdo con su método matemático demostrativo-deductivo, que quizás representa el pico de la racionalidad de la Ilustración en Alemania.
Wolff fue uno de los primeros en utilizar el alemán como idioma de instrucción e investigación académica, aunque también escribió en latín, para que una audiencia internacional pudiera leerlo, y lo hizo. Padre fundador de, entre otros campos, la economía y la administración pública como disciplinas académicas, se concentró especialmente en estos campos, asesorando en cuestiones prácticas a las personas en el gobierno y destacando el carácter profesional de la educación universitaria.

### Kant

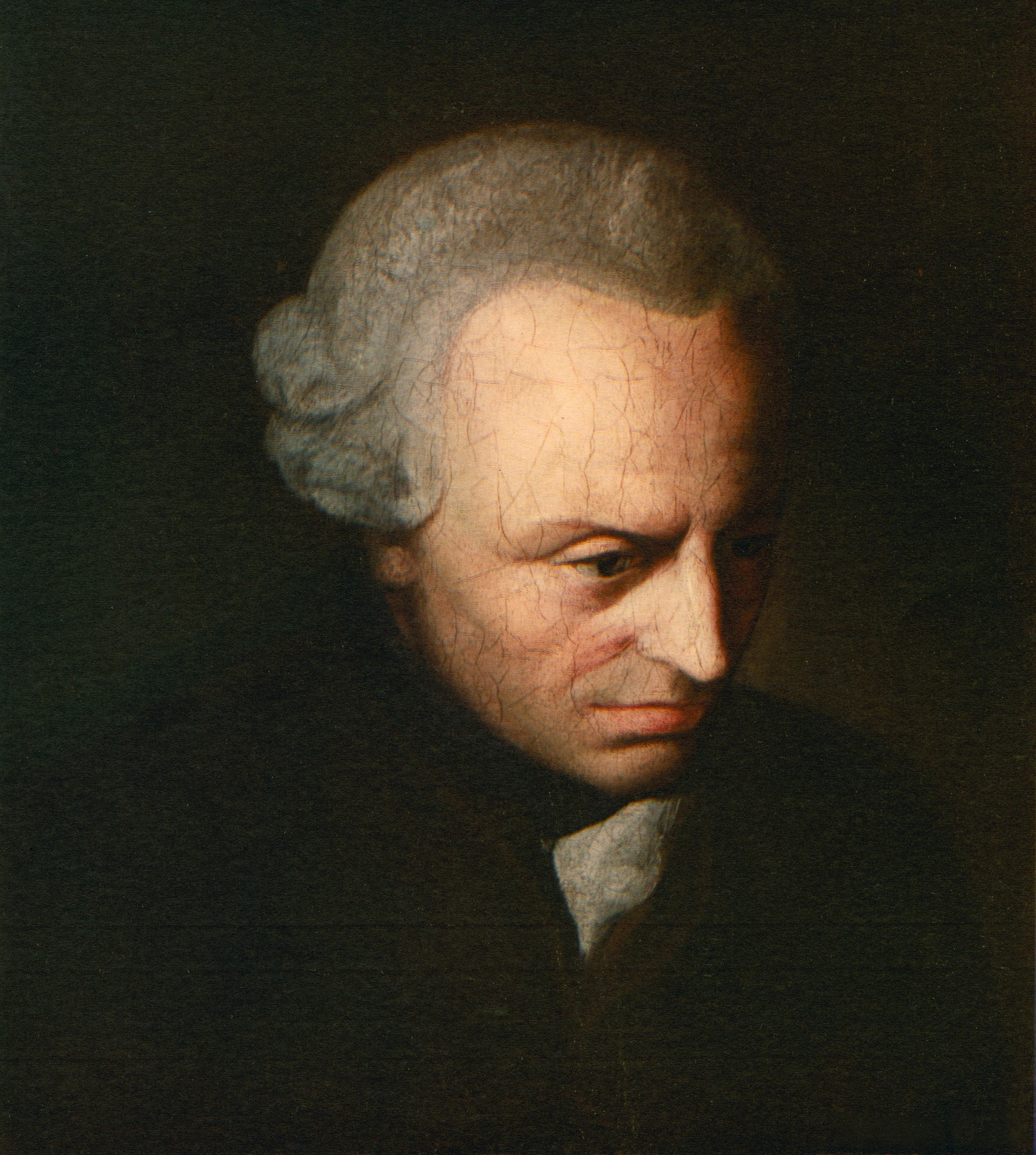
Immanuel Kant (1724–1804)

En 1781, Immanuel Kant (1724–1804) publicó su Crítica de la razón pura, en la que intentó determinar lo que podemos y no podemos saber mediante el uso de la razón independiente de toda experiencia. Brevemente, llegó a la conclusión de que podíamos llegar a conocer un mundo externo a través de la experiencia, pero que lo que podíamos saber acerca de él estaba limitado por los términos limitados en los que la mente puede pensar: si solo pudiéramos comprender las cosas en términos de causa y efecto, entonces solo podemos conocer las causas y los efectos. De esto se sigue que podemos conocer la forma de toda experiencia posible independientemente de toda experiencia, pero nada más, pero nunca podremos conocer el mundo desde el "punto de vista de ninguna parte"y, por lo tanto, nunca podremos conocer el mundo en su totalidad, ni por la razón ni por la experiencia.
Desde la publicación de su Crítica, Immanuel Kant ha sido considerado una de las mayores influencias de toda la filosofía occidental. A finales del siglo XVIII y principios del XIX, una línea directa de influencia de Kant es el idealismo alemán.

## SigloXIX

### Idealismo alemán
El idealismo alemán fue un movimiento filosófico que surgió en Alemania a finales del siglo XVIII y principios del XIX. Se desarrolló a partir del trabajo de Immanuel Kant en las décadas de 1780 y 1790,  y estuvo estrechamente vinculado tanto con el romanticismo como con la política revolucionaria de la Ilustración. Los idealistas alemanes más prominentes del movimiento, además de Kant, fueron Johann Gottlieb Fichte (1762-1814), Friedrich Wilhelm Joseph Schelling (1775-1854) y Georg Wilhelm Friedrich Hegel (1770-1831), quien fue la figura predominante en el siglo XIX en Alemania, la filosofía y los defensores del romanticismo de Jena; Friedrich Hölderlin (1770–1843), Novalis (1772–1801) y Karl Wilhelm Friedrich Schlegel (1772–1829). August Ludwig Hülsen, Friedrich Heinrich Jacobi, Gottlob Ernst Schulze, Karl Leonhard Reinhold, Salomon Maimon, Friedrich Schleiermacher y Arthur Schopenhauer también hicieron importantes contribuciones.

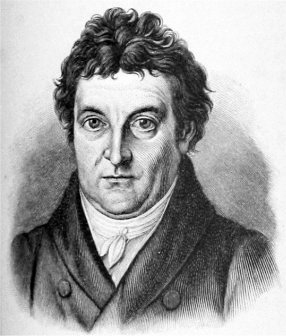
Johann Gottlieb Fichte (1762-1814)
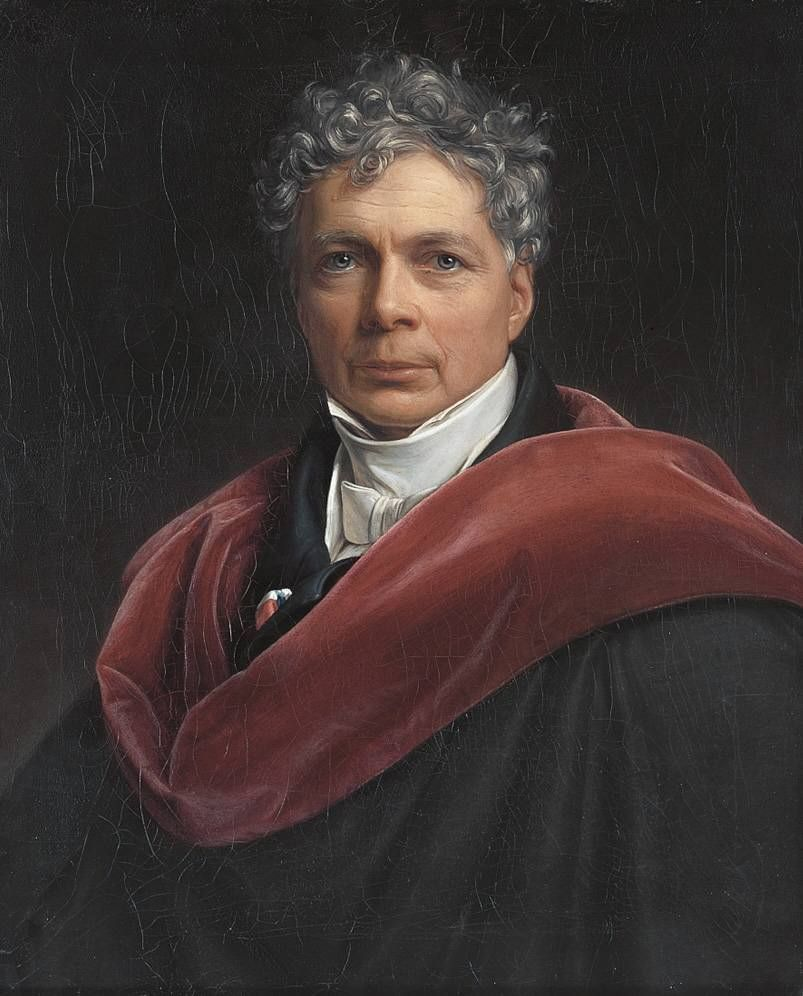
Friedrich Wilhelm Joseph Schelling (1775-1854)
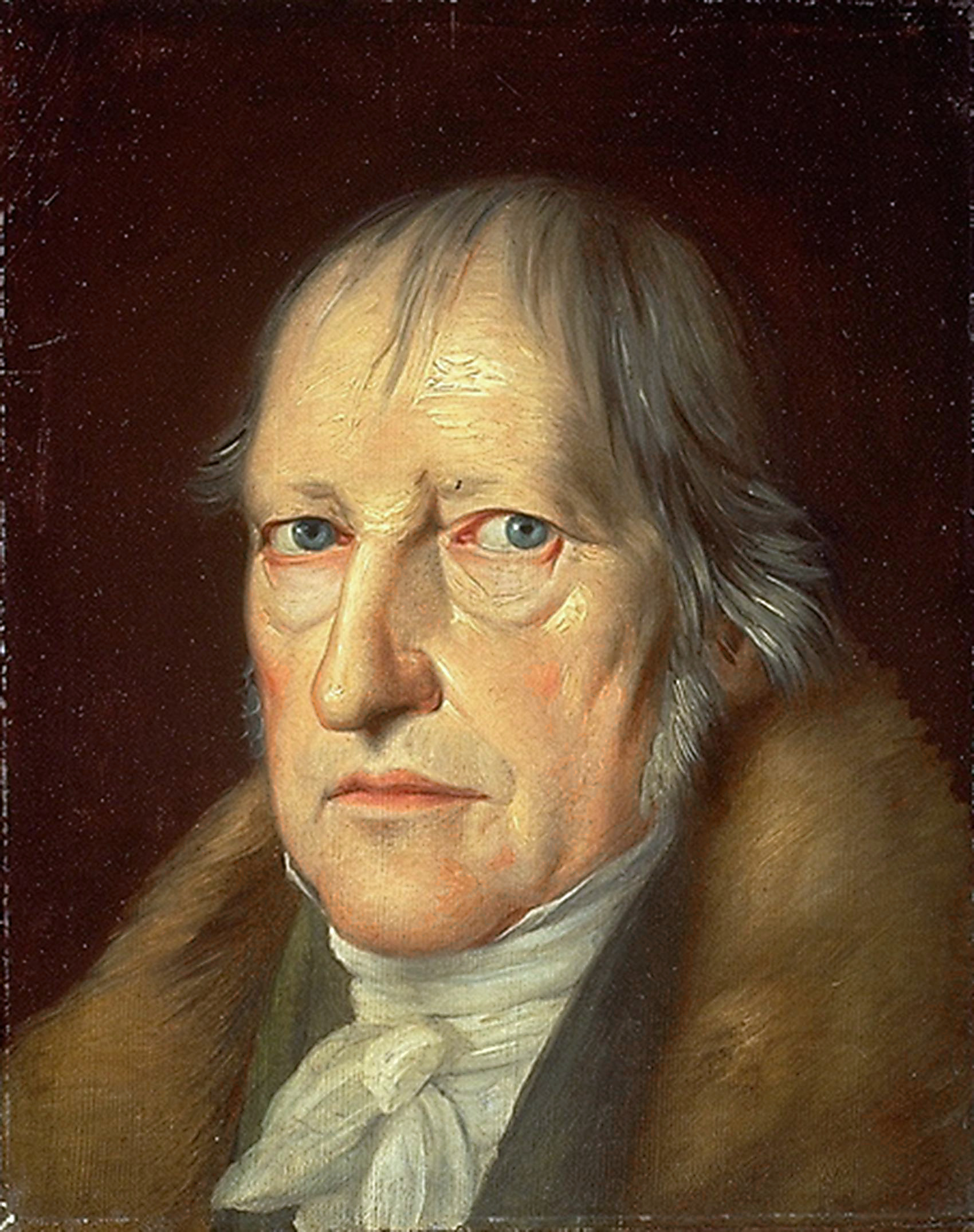
G. W. F. Hegel (1770-1831)

### Fichte
Como representante del idealismo subjetivo, Johann Gottlieb Fichte rechazó la "cosa en sí"kantiana. Fichte declara como punto de partida de su filosofía el "yo"absoluto, que a su vez crea el mundo con todas sus leyes. Fichte entiende la actividad de este "yo"como la actividad del pensamiento, como un proceso de autoconciencia. Fichte reconoce el libre albedrío absoluto, Dios y la inmortalidad del alma. Ve en la ley una de las manifestaciones del "yo".
Hablando con consignas progresistas de defender la soberanía nacional de los alemanes de Napoleón, Fichte al mismo tiempo presentó consignas chovinistas, especialmente en sus Discursos a la nación alemana (1808), por lo que Fichte es considerado como uno de los fundadores del nacionalismo alemán moderno.

### Schelling
Friedrich Wilhelm Joseph Schelling, que inicialmente se adhirió a las ideas de Fichte, posteriormente creó su propio sistema filosófico de idealismo objetivo, según el cual el desarrollo tanto de la naturaleza como de la razón se basa en la misma fuerza espiritual, "absoluta". Schelling argumentó que la naturaleza o la materia es un producto "inconsciente"de una fuerza espiritual activa y una etapa preparatoria para la mente (espíritu). La naturaleza y la conciencia, el objeto y el sujeto, argumentó Schelling, coinciden en el Absoluto; Schelling llamó a su filosofía "la filosofía de la identidad".
En filosofía natural, Schelling se propuso la tarea de conocer el espíritu absoluto e infinito que se encuentra en la base de la naturaleza empírica visible. Según Schelling, la ciencia de la naturaleza, basada exclusivamente en la razón, está diseñada para revelar la última causa espiritual incondicional que produce todos los fenómenos naturales. Schelling consideraba lo absoluto como un comienzo susceptible de autodesarrollo a través de las contradicciones; en este sentido, la filosofía de Schelling se caracteriza por algunos rasgos de la dialéctica idealista. Schelling asignó un papel especial al arte, en el que, según él, se comprende plenamente la realidad del "ser superior". Schelling interpretó el arte como "revelación". El artista, según Schelling, es una especie de criatura mística que crea en la inconsciencia.
Para Schelling, el principal instrumento de la creatividad es la intuición, la "contemplación interior". Más tarde, Schelling evoluciona hacia una filosofía mística (Mysterienlehre). [9] Fue invitado por el rey prusiano Friedrich Wilhelm IV al puesto de profesor en la Universidad de Berlín con el objetivo de combatir las ideas entonces populares de los jóvenes hegelianos liberales de izquierda. Fue durante este período de su vida que Schelling creó la mística "filosofía de la revelación". La obra principal de Schelling es El sistema del idealismo trascendental (1800).

### Hegel
Georg Wilhelm Friedrich Hegel es ampliamente considerado como el más grande filósofo idealista alemán. Según el sistema de idealismo objetivo o absoluto de Hegel, la base del mundo es una "idea absoluta"que existía antes de la aparición de la naturaleza y el hombre. Por su naturaleza, es un principio activo, pero su actividad sólo puede expresarse en el pensamiento, en el autoconocimiento. La "idea absoluta"es internamente contradictoria, se mueve y cambia, pasando a su contrario.
En el proceso de su autodesarrollo dialéctico, la "idea"de Hegel pasa por tres etapas principales. La primera etapa es lógica, cuando actúa en su ser "pre-natural", en el "elemento del pensamiento puro". En esta etapa, la “idea absoluta” aparece como un sistema de conceptos y categorías lógicas, como un sistema de lógica. Esta parte del sistema filosófico de Hegel se expone en su Ciencia de la lógica. En la segunda etapa, la "idea"se convierte en naturaleza, que, según Hegel, es "el otro ser de la idea absoluta". Hegel expuso su doctrina de la naturaleza en La filosofía de la naturaleza. La naturaleza, según Hegel, es incapaz de desarrollarse en el tiempo; se desarrolla solo en el espacio. El tercer paso más alto en el autodesarrollo de la idea es el "espíritu absoluto". Hegel revela esta etapa de desarrollo de la “idea absoluta” en su obra Filosofía del espíritu de la Enciclopedia de las Ciencias Filosóficas.
En esta etapa, la “idea absoluta” niega la naturaleza y regresa a sí misma, y el desarrollo vuelve a tener lugar en el campo del pensamiento, pero esta vez en el pensamiento humano. Hegel se refiere a esta etapa como la etapa de la conciencia individual, la etapa de la conciencia social y la etapa más alta, cuando una idea en forma de religión, arte y filosofía llega al final de su autoconocimiento. Hegel declara que la filosofía es "conocimiento absoluto". Considera que su filosofía es la etapa final en el autodesarrollo de una idea. Este es el sistema filosófico idealista de Hegel.
De importancia fundamental para la filosofía hegeliana es el método dialéctico: la doctrina de que la fuente del desarrollo es la lucha de las contradicciones, que el desarrollo se produce mediante la transición de cambios cuantitativos a cualitativos, que la verdad es concreta, etc. profunda contradicción entre el método dialéctico y el sistema metafísico. El método dialéctico afirma que el proceso de desarrollo del conocimiento es interminable y, al mismo tiempo, Hegel declaró su filosofía como el fin de todo desarrollo y la verdad última. El método dialéctico parte del hecho de que todo se desarrolla y cambia, mientras que el sistema metafísico retrata la naturaleza como eterna.
Al crear el materialismo dialéctico, Marx y Engels se apartaron de la dialéctica idealista de Hegel, "la voltearon del revés". Marx escribió: “Mi método dialéctico es fundamentalmente no solo diferente del de Hegel, sino que es su opuesto directo. Para Hegel, el proceso de pensar, que bajo el nombre de una idea incluso convierte en sujeto independiente, es un demiurgo (creador) de la realidad, que no es más que su manifestación externa. Para mí, por el contrario, el ideal no es más que la materia, trasplantada a la cabeza humana y transformada en ella ”.
Las principales obras de Hegel son Fenomenología del espíritu (1807), Ciencia de la lógica (1812-1816), Enciclopedia de las ciencias filosóficas (Lógica, Filosofía de la naturaleza, Filosofía del espíritu) (1817), Elementos de la filosofía del derecho (1821).

### Romanticismo y filosofía alemana
La crítica del racionalismo de Immanuel Kant se piensa que es una fuente de influencia para el pensamiento romántico temprano. El tercer volumen de la Historia de la Filosofía editado por G. F. Aleksandrov, B. E. Bykhovsky, M. B. Mitin y P. F. Yudin (1943) evalúa que "De Kant se origina ese aislamiento y oposición metafísica del genio de la vida cotidiana, sobre el que posteriormente los románticos afirmaron su estética individualismo".
Los pensamientos filosóficos de Johann Georg Hamann y Johann Gottfried Herder influyeron tanto en el movimiento proto-romántico Sturm und Drang como en el romanticismo mismo. La Historia de la Filosofía subraya: "Como escritor, Hamann estuvo cerca del movimiento literario Sturm und Drang con su culto a la personalidad genial y jugó un papel en la preparación del romanticismo alemán".
La filosofía de Fichte fue de vital importancia para los románticos. El fundador del romanticismo alemán, Friedrich Schlegel, identificó las "tres fuentes del romanticismo": la Revolución Francesa, la filosofía de Fichte y la novela de Goethe, Wilhelm Meister.
En palabras de A. Lavretsky:

En la persona de Fichte, el idealismo alemán presentó su figura más militante, y el romanticismo alemán encontró la filosofía de su período revolucionario. El sistema de Fichte en la esfera del pensamiento alemán es un relámpago brillante de una tormenta revolucionaria en Occidente. Todo su estado de ánimo está lleno de la energía tormentosa de las épocas revolucionarias, toda su apariencia espiritual sorprende con su determinación consciente de clase. Nunca antes ni después han sonado notas tan duras de la lucha de clases en la filosofía idealista alemana. Este creador del sistema más abstracto supo poner los problemas en una base práctica. Cuando habla de moralidad, no nos convence, como Kant, de que la naturaleza humana está fundamentalmente corrupta, pero señala: “la gente es peor, más alta es su clase”. Cuando habla del estado, sabe como no preguntar sino demandar como un verdadero plebeyo sus derechos de igualdad en este estado.

Schelling, que estaba asociado con los hermanos Schlegel en Jena, tomó muchas de sus ideas filosóficas y estéticas de los románticos y también los influyó en sus propios puntos de vista. Según la Historia de la Filosofía, "En su filosofía del arte, Schelling emergió de los límites subjetivos en los que Kant concluía la estética, refiriéndola únicamente a los rasgos del juicio. La estética de Schelling, entendiendo el mundo como una creación artística, ha adoptado un carácter universal y sirvió de base para las enseñanzas de la escuela romántica". Se argumenta que el subjetivismo de Friedrich Schlegel y su glorificación del intelecto superior como propiedad de una élite selecta influyó en la doctrina de la intuición intelectual de Schelling, que Georg Lukács llamó "la primera manifestación del irracionalismo".  Tanto como el Romanticismo temprano influyó en la Naturphilosophie del joven Schelling (su interpretación de la naturaleza como una expresión de poderes espirituales), también el Romanticismo tardío influyó en la cosmovisión mitológica y mística del Schelling más antiguo (Mysterienlehre).
También de acuerdo con Lukács, las opiniones de Søren Kierkegaard sobre la filosofía y la estética fueron una rama del romanticismo:

Podemos ver, a pesar de todas las digresiones polémicas de Kierkegaard, un legado perdurable y vivo del romanticismo. Con respecto a este problema básico en su filosofía, se acercó mucho en metodología al filósofo moral del romanticismo temprano , el Schleiermacher de las Talks on Religion and Intimate Letters on Friedrich Schlegel's Lucinde.. Ciertamente, la semejanza de las proposiciones se limita al hecho de que, como resultado del paso de la estética romántica a un `` arte de vivir  estéticamente determinado por un lado, y de una religión fundada puramente en la experiencia subjetiva por el otro, la dos áreas estaban obligadas a engranar todo el tiempo. Pero esa era la intención del joven Schleiermacher: fue precisamente por esa ruta que buscó llevar a su generación orientada a la estética romántica de regreso a la religión y alentar la estética romántica y el arte de vivir para que brotara en la religiosidad. Si, entonces, el parecido y la cercanía estructural de las dos esferas fueron una ventaja para los argumentos de Schleiermacher, los mismos factores dieron lugar a las mayores dificultades intelectuales para Kierkegaard.

Arthur Schopenhauer también debió ciertos rasgos de su filosofía al pesimismo romántico: "Dado que la salvación del sufrimiento asociado con la voluntad está disponible a través del arte solo para unos pocos elegidos, Schopenhauer propuso otra forma más accesible de superar el"yo ": el nirvana budista. En esencia Schopenhauer, aunque confiaba en la innovación de sus revelaciones, no dio aquí nada original en comparación con la idealización de la visión del mundo oriental por parte de los románticos reaccionarios; de hecho, fue Friedrich Schlegel quien introdujo esta idealización en Alemania con su Über die Sprache. und Weisheit der Indier (Sobre el lenguaje y la sabiduría de los indios). "
En opinión de Georg Lukács, la importancia de Friedrich Nietzsche como filósofo irracionalista radicaba en que, si bien sus primeras influencias se encuentran en el romanticismo, fundó un irracionalismo moderno antitético al de los románticos:

Nietzsche se asoció con frecuencia con el movimiento romántico. La suposición es correcta en la medida en que muchos motivos del anticapitalismo romántico, por ejemplo, la lucha contra la división capitalista del trabajo y sus consecuencias para la cultura y la moral burguesas , jugaron un papel considerable en su pensamiento. El establecimiento de una época pasada como un ideal para que la época presente se dé cuenta también perteneció al arsenal intelectual del anticapitalismo romántico. La actividad de Nietzsche, sin embargo, cayó dentro del período posterior a la primera toma del poder por parte del proletariado , después de la Comuna de París . Crisis y disolución, el desarrollo del anticapitalismo romántico en apologética capitalista, el destino de Carlyle durante y después de laRevolución de 1848 : estos ya estaban muy por detrás de Nietzsche en el polvoriento pasado. Así, el joven Carlyle había contrastado la crueldad e inhumanidad del capitalismo con la Edad Media como una época de prosperidad popular, una época feliz para los que trabajaban; mientras que Nietzsche comenzó, como hemos señalado, exaltando como modelo la antigua economía esclavista. Y así, la utopía reaccionaria que Carlyle imaginó después de 1848 también la encontró ingenua y obsoleta. Es cierto que el sesgo aristocrático de ambos tenía fundamentos sociales similares: en el intento de asegurar la posición social de liderazgo de la burguesíay explicar esa posición filosóficamente. Pero las diferentes condiciones que rodearon la obra de Nietzsche dieron a sus inclinaciones aristocráticas un contenido fundamentalmente diferente y un color totalmente diferente al del anticapitalismo romántico. Es cierto que los restos del romanticismo (de Schopenhauer , Richard Wagner ) todavía son palpables en el joven Nietzsche. Pero procedió a superarlos a medida que los desarrollaba, incluso si, con respecto al método crucialmente importante de la apologética indirecta, seguía siendo un alumno de Schopenhauer y conservaba como su concepto básico el concepto irracional de lo dionisíaco.principio (contra la razón, por instinto); pero no sin modificaciones importantes, como veremos. De ahí que se perciba una disociación cada vez más enérgica del romanticismo en el curso del desarrollo de Nietzsche. Mientras que el romántico se identificaba cada vez más apasionadamente con la decadencia (del tipo malo), lo dionisíaco se convirtió en un concepto cada vez más antitético del romanticismo, un paralelo para la superación de la decadencia y un símbolo del tipo de decadencia `` buena , la clase que él consideraba aprobado.

Sin embargo, incluso en su período post-Schopenhaueriano, Nietzsche rindió algunos homenajes al Romanticismo, por ejemplo tomando prestado el título de su libro La gaya ciencia (Die fröhliche Wissenschaft, 1882-87) de la novela Lucinde de Friedrich Schlegel de 1799.
Pyotr Semyonovich Kogan rastreó la mayor parte de los contenidos de la filosofía nietzscheana hasta el romanticismo:

Los principales sentimientos en los que consistía la filosofía [de Nietzsche] ya están presentes en la obra de muchas figuras talentosas que anticipan al autor de Zaratustra . Los genios rebeldes de la era Sturm und Drang derribaron la autoridad y la tradición con una energía caótica, anhelaron un espacio ilimitado para el desarrollo de la persona humana, despreciaron y odiaron los lazos sociales. En los románticos alemanes se puede encontrar la voluntad de transvalorar la moral , que encontró tan brillante sustanciación en el paradójico libro de Nietzsche . Ciertamente, el autor del libro Beyond Good and Evil habría estado de acuerdo con las palabras de Friedrich Schlegel.: “La primera regla de la moral es la rebelión contra las leyes positivas, contra las condiciones de la decencia. No hay nada más tonto que los moralistas cuando te acusan de egoísmo. Ciertamente están equivocados: ¿a qué dios puede adorar una persona, además de ser su propio dios? El sueño del SupermanYa aparece en otra frase del mismo autor: “Una persona real se convertirá cada vez más en un dios. Ser hombre y convertirse en dios, dos manifestaciones idénticas ". Lo mismo que en Nietzsche, desprecio por los intereses fugaces del momento, el mismo impulso por lo eterno y por la belleza:" No entregues tu amor y tu fe a los políticos del mundo ", dijo Schlegel en la década de 1800. Para el mismo Schlegel, valió "para el mundo divino del conocimiento y el arte, sacrificar los sentimientos más profundos de su alma en lo sagrado, la corriente ardiente de la perfección eterna" .

Lukács también enfatizó que el surgimiento del organicismo en la filosofía recibió su ímpetu del Romanticismo:

Este punto de vista, de que solo el `` crecimiento orgánico , es decir, el cambio a través de reformas pequeñas y graduales con el consentimiento de la clase dominante, se consideraba como `` un principio natural , mientras que cada levantamiento revolucionario recibió la etiqueta desdeñosa de `` contrario a la naturaleza . 'adquirió una forma particularmente extensa en el curso del desarrollo del romanticismo alemán reaccionario (Savigny , la escuela de derecho histórica , etc.). La antítesis del `` crecimiento orgánico  y la `` fabricación mecánica  estaba ahora elaborada: constituía una defensa de los privilegios feudales `` crecidos naturalmente  contra la praxis de la Revolución Francesa y las ideologías burguesas subyacentes, que fueron repudiadas como mecánicas, intelectuales y abstractas.

A Wilhelm Dilthey, fundador (junto con Nietzsche, Simmel y Klages) de la escuela intuicionista e irracionalista de Lebensphilosophie en Alemania, se le atribuye el mérito de liderar el renacimiento romántico de la hermenéutica de principios del siglo XX. Con su biografía de Schleiermacher y obras sobre Novalis, Hölderlin, etc., fue uno de los iniciadores del renacimiento romántico en el período imperial . Su descubrimiento y anotación del joven HegelLos manuscritos se volvieron cruciales para la interpretación vitalista de la filosofía hegeliana en el período de posguerra; su estudio de Goethe también marcó el comienzo de la interpretación vitalista de Goethe que posteriormente condujo de Simmel y Gundolf a Klages.
La pasividad fue un elemento clave del estado de ánimo romántico en Alemania, y los románticos la incorporaron a sus propios puntos de vista religiosos y filosóficos. El teólogo Schleiermacher argumentó que la verdadera esencia de la religión no reside en el amor activo al prójimo, sino en la contemplación pasiva del infinito; En el sistema filosófico de Schelling, el absoluto creativo (Dios) está inmerso en el mismo estado pasivo e inmóvil.
La única actividad que permitían los románticos es aquella en la que casi no hay un elemento volitivo, es decir, la creatividad artística. Consideraban a los representantes del arte como las personas más felices, y en sus obras, junto a los caballeros encadenados con armaduras, suelen aparecer poetas, pintores y músicos. Schelling consideraba que un artista era incomparablemente más alto que un filósofo, porque el secreto del mundo puede adivinarse a partir de sus minucias no mediante el pensamiento lógico sistemático, sino sólo mediante la intuición artística directa ("intuición intelectual"). A los románticos les encantaba soñar con países tan legendarios, donde toda la vida con sus preocupaciones cotidianas daba paso a la fiesta eterna de la poesía.
El talante quietista y esteticista del romanticismo, el reflejo y la idealización del talante de la aristocracia, vuelve a emerger en el sistema filosófico de Schopenhauer El mundo como voluntad y representación, terminando con una cuerda pesimista. Schopenhauer argumentó que en el corazón del mundo y del hombre se encuentra la "voluntad de vivir". que los lleva al sufrimiento y al aburrimiento, y la felicidad solo puede ser experimentada por aquellos que se liberan de su dominio opresivo. El ser humano ideal de Schopenhauer es, ante todo, un artista que, en el momento de la percepción estética y de reproducir el mundo y la vida, se encuentra en un estado que Kantya lo ha llamado “contemplación de voluntad débil”, olvidándose en este momento de sus intereses, preocupaciones y aspiraciones personales. Pero el artista se libera del poder de la voluntad solo temporalmente. Tan pronto como se convierte en un mortal ordinario, su voluntad codiciosa vuelve a alzar la voz y lo arroja al abrazo de la decepción y el aburrimiento. Por encima del artista se encuentra, por tanto, el sabio hindú o el santo asceta.
En palabras de V. M. Fritsche, "al igual que las opiniones de los románticos, la filosofía de Schopenhauer, con sus actitudes puristas y esteticistas, era producto de la cultura aristocrática, habiendo crecido en medio de antiguas propiedades pomposas y nobles salas de estar, y no es de extrañar que en Alemania, un país tan inmerso en tal ideología, los años democráticos burgueses comenzaron solo en la década de 1840. El único de los románticos que vivió hasta esta época, Eichendorff, se volvió vehementemente contra la democracia y la revolución. de 1848 fue recibido por él y Schopenhauer con la misma enemistad primordial con la que la nobleza alemana lo enfrentó".